# Leigri looduskaitseala
Rezerwat przyrody Leigri (est. Leigri looduskaitseala) – rezerwat przyrody leżący w centrum wyspy Hiuma w gminie Kõrgessaare, prowincji Hiuma, Estonia. Na zachód od niego znajduje się oddalony o około 3 km rezerwat Tihu looduskaitseala.
Rezerwat został utworzony w 1998 roku, w celu ochrony naturalnego środowiska leśno bagiennego, torfowiska wysokie lasy bagienne oraz występujące w nich gatunki fauny i flory. Na terenie rezerwatu ochroną objęte są m.in. woskownica europejska, wroniec widlasty. Z gatunków fauny wymienić można żurawia zwyczajnego, który na terenie rezerwatu ma swoje stanowiska lęgowe.